# Ферт-оф-Форт
Ферт-оф-Форт (англ. Firth of Forth, гэльск. Linne Foirthe, скотс Firth o Forth) — залив Северного моря у восточных берегов Шотландии. С севера Ферт-оф-Форт омывает берега округа Файф, с юга — округов Ист-Лотиан, Уэст-Лотиан, Фолкерк и Сити-оф-Эдинбург.

## География
Залив вдаётся в сушу на расстояние 77 км, ширина у входа — 25 км. Глубина доходит до 46 м, много отмелей и рифов. Представляет собой эстуарий реки Форт, которая впадает в него с запада. Приливы полусуточные, до 6 м, наблюдаются вплоть до города Стерлинг. Около половины внутренней части залива была осушена для нужд сельского хозяйства и промышленности.
В 1790 году Ферт-оф-Форт был соединён с заливом Ферт-оф-Клайд через реку Клайд каналом, к которому немногим позже был пристроен канал Юнион до Эдинбурга. В 1963 году каналы закрыли, и они не использовались до 2000 года. В 2002 году на стыке каналов открылся необычный судоподъёмник — Фолкеркское колесо.

## Острова
У входа в залив расположены острова Мей (2 маяка и орнитологическая обсерватория) и скала Басс, рядом с которым вдоль южного берега стоят острова Крейглит, Лам и Фидра. Ближе к центральной части залива находятся острова Инчкит, Инчмикери (был стилизован под военный корабль в годы Второй мировой), Крамонд, Инчколм и Инчгарви.

## Мосты
В период с 1883 по 1890 годы в средней части залива между деревнями Саут-Куинсферри и Норт-Куинсферри был построен один из первых консольных мостов в мире, который также несколько лет имел максимальную длину пролёта — железнодорожный мост через Ферт-оф-Форт. Мост имеет длину около 2,5 км и соединяет столицу Шотландии, город Эдинбург с областью Файф. Рядом с железнодорожным мостом в 1964 году было завершено сооружение автомобильного моста, который заменил паромную переправу.
На западном краю залива, у Кинкардин, в период с 1932 по 1936 годы был построен автомобильный мост Кинкардин. Из-за сильной загруженности этого моста в 2006 году началось строительство нового Клакманнанширского моста, который вступил в действие 19 ноября 2008 года.

## Города
На берегах залива стоит много портовых городов, крупнейший из которых — Эдинбург (порт Лит). В Гранджемуте располагаются нефтехимические комплексы, нефтяная платформа, бывшие верфи в Метиле, судоразборный завод в Инверкитинге, военно-морская база в Росайте, электростанция Лонганнет в Кинкардине, а также многочисленные промышленные зоны в Бернтайленде, Керколди, Бо'Нессе и Левене.
Среди других значительных населённых пунктов:
| Северный берег - Анстратер - Бакхейвен - Дайзарт - Кингхорн - Питтенуим - Сент-Монанс - Или | Южный берег - Данбар - Кокензи - Крамонд - Лит - Масселборо - Норт-Берик - Престонпанс |